# Yes (Band)
Yes ist eine britische Rockband aus dem Bereich Progressive/Artrock. Die Gruppe war vorwiegend in den 1970er Jahren stilbildend für das Genre und übt noch heute großen Einfluss auf die Stilrichtung des Progressive Rock aus.
Gegründet wurde die im Klassik-Rock beheimatete Gruppe Yes 1968 von Jon Anderson und Chris Squire mit den Begleitmusikern Peter Banks, Tony Kaye und Bill Bruford.
Es gab von 2017 bis Anfang 2020 zwei verschiedene Formationen unter dem Namen Yes: eine mit den Mitgliedern Steve Howe, Alan White, Geoff Downes, Billy Sherwood, Jon Davison und eine Formation mit den ehemaligen Mitgliedern Jon Anderson, Trevor Rabin und Rick Wakeman unter dem Namen Yes featuring Jon Anderson, Trevor Rabin, Rick Wakeman. Letztere wurde jedoch laut Aussagen Rabins Anfang 2020 aufgelöst.

## Geschichte
Die Geschichte von Yes ist von wiederholten Umbesetzungen und teilweise erheblichen Stiländerungen geprägt. Als kreativer und künstlerischer Höhepunkt der Band gelten die 1970er Jahre, in denen einige der herausragenden Alben des Progressive Rock aufgenommen wurden, während der größte kommerzielle Erfolg 1983 gelang.

### 1968–1980
Die Wurzeln von Yes liegen in der britischen Psychedelic-Rock-Band Mabel Greer’s Toyshop, die 1966 gegründet wurde. 1967 traten Chris Squire (Bass) und Peter Banks (Gitarre) der Band bei, nachdem ihre eigene Gruppe The Syn sich aufgelöst hatte. Anfang 1968 trafen sich Jon Anderson und Chris Squire im Londoner La Chasse Club; auch Anderson trat wenig später Mabel Greer’s Toyshop bei. Zur Zeit des letzten Auftritts als Mabel Greer’s Toyshop im Mai 1968 bestand die Band aus Peter Banks, Chris Squire, Jon Anderson, Clive Bailey und Bob Hagger. Peter Banks sollte Clive Bailey schließlich vollends ersetzen. Wenig später kam Tony Kaye als Keyboarder hinzu, Bill Bruford ersetzte Bob Hagger am Schlagzeug. Auf Peter Banks’ Vorschlag nannte sich die Band anschließend in Yes! um.
Die ersten beiden Alben Yes (1969) und Time and a Word (1970) waren noch vom Beat und Psychedelic Rock im Stil von The Who, The Beatles oder Pink Floyd geprägt. Das betrifft vor allem Songs wie Sweet Dreams oder Time and a Word. Dennoch zeigten sich in einigen Stücken, darunter vor allem Survival vom Debütalbum und das komplexe Then von Time and a Word, bereits erste Ansätze des späteren Progressive-Rock-Stils.
Auf dem zweiten Album gab es zusätzliche Streicherunterstützung, was dem Gitarristen Peter Banks nicht gefiel, der mit dem „Geigengeschmuse“, so seine Beschreibung, nichts anfangen konnte. Derart unzufrieden mit der eingeschlagenen Richtung, verließ er Yes 1970 als erstes Mitglied.

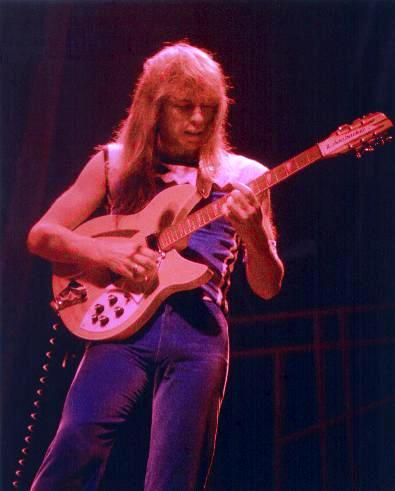
Steve Howe (1977)

Die Verpflichtung von Steve Howe als neuem Gitarristen erwies sich als Glücksfall für Yes, die nach ihrem zweiten Album auch den Druck der Plattenfirma spürten, mit dem dritten Album endlich einen ersten Erfolg zu erzielen. Steve Howe sollte Yes mit seinem virtuosen und vielseitigen, vor allem von Country und der Gitarrenmusik der 1930er Jahre geprägten Stil bereichern. Die folgenden Kompositionen wurden länger, komplexer und vielschichtiger. Die Songlängen erreichten nun die Zehnminutenmarke und ließen etlichen Spielraum für Soloeinlagen. Steve Howes Gitarrenspiel avancierte schnell zu einem der Markenzeichen von Yes. Jon Andersons hohe (Falsett-)Stimme und Chris Squires Bassspiel vervollständigten den Sound der Band. Chris Squire entwickelte in der Folge den Bass zum gleichberechtigten Soloinstrument und übernahm auch melodieführende Aufgaben.
Das schlicht The Yes Album betitelte Album aus dem Jahr 1971 enthält erstmals ausschließlich Eigenkompositionen und wurde zum großen Durchbruch für Yes. Die Band hatte ihre eigene Identität gefunden und machte sich daran, das Progressive-Rock-Genre maßgeblich zu definieren.
Nach dem erfolgreichen dritten Album drehte sich das Personalkarussell bei Yes erneut. Keyboarder Tony Kaye verließ die Band und gründete die wenig erfolgreiche Band Badger. Als neuer Keyboarder (Orgel, Klavier und Synthesizer) wurde der klassisch ausgebildete Rick Wakeman verpflichtet. Wie schon zuvor bei Steve Howe stellte sich auch Wakemans Verpflichtung als Glücksfall für Yes heraus, da er einige klassische Elemente einbrachte.
Das Album Fragile (November 1971), das sich ein Vierteljahr auf den vier Top-Plätzen der US-Bestsellerliste hielt, führte die Entwicklung des Vorgängeralbums weiter. Der Progressive Rock wirkte noch gereifter: Die Kompositionen wurden dichter, die längeren Stücke einheitlicher, nicht mehr nur suitenhaft gereiht wie auf dem Vorgängeralbum. Mit der gekürzten Fassung des fast zehnminütigen Titels Roundabout ergab sich auch ein moderater Singlehit, was für eine albumorientierte Band wie Yes ein seltener Erfolg war. Fragile war auch das erste Album mit einem in Zukunft für Yes typischen Cover aus der Feder des Fantasy-Künstlers Roger Dean.
Im September 1972 wurde das Album Close to the Edge veröffentlicht, dessen erste LP-Seite die mehr als 18-minütige gleichnamige Sonate enthielt. Yes befanden sich nun auf einem kreativen Höhepunkt und die Musiker ließen ihren Ideen auf den Alben freien Lauf, ungehindert von kommerziellen Zwängen oder Forderungen ihrer Plattenfirma. Close to the Edge gilt als eines der besten Werke von Yes, stellvertretend für die symphonisch-klassische Variante des Progressive Rock. Das Album ist bis heute immer wieder Gegenstand musikwissenschaftlicher Studien.
Schlagzeuger Bill Bruford war vom zeitraubenden Perfektionismus der Band ermüdet, gleichzeitig aber von Close to the Edge dermaßen überzeugt, dass er zur Ansicht gelangte, dass sein eigener künstlerischer Gipfel mit der Band nun erreicht sei, und suchte sich deshalb eine neue Herausforderung. Er verließ Yes, um bei King Crimson zu spielen. Yes, die zu dem Zeitpunkt auf Tour waren, zeigten sich kurz schockiert, konnten aber mit Alan White recht schnell einen neuen Schlagzeuger gewinnen. White hatte zuvor unter anderem in der Plastic Ono Band von John Lennon gespielt. Er sollte nach Bill Brufords Jazzansatz mehr Rockelemente in die Musik von Yes integrieren.
Im Mai 1973 veröffentlichten Yes zunächst das 3er-Live-Album Yessongs, das die Livefähigkeiten der Band dokumentierte. Im Dezember des gleichen Jahres erschien dann nur wenige Monate später das Album Tales from Topographic Oceans. Das sehr ambitionierte Doppelalbum war von indischer Philosophie und Mystik beeinflusst. Es beinhaltet lediglich vier Kompositionen, die jeweils etwa 20 Minuten dauern. Innerhalb der Stücke verließ man teilweise traditionelle westliche Hörgewohnheiten und erkundete Einflüsse, die der heutigen Weltmusik nahestehen.
Keyboarder Rick Wakeman zeigte sich unzufrieden mit der Musik auf Tales from Topographic Oceans und trennte sich schließlich von der Band. In einem Interview mit der Daily Mail führte er diese Unzufriedenheit auf die damalige musikalische Richtung der Band zurück, die er als Free-Jazz-Form bezeichnete. Tage zuvor hatte Wakeman für Aufsehen gesorgt, als er inmitten eines der langen Instrumentals auf der Bühne hinter seinem Keyboard ein Curry (Chicken Vindaloo) aß.
Sein Ausstieg erzeugte einigen Tumult in der englischen Musikpresse. Yes ließen sich aber auch von diesem empfindlichen Verlust nicht aufhalten. Die Suche nach einem Keyboarder führte zuerst zu dem Griechen Vangelis. Als sich die Zusammenarbeit mit diesem jedoch als zu schwierig herausstellte, verpflichtete man schließlich den Schweizer Patrick Moraz, der für seine neue Aufgabe die Band Refugee verließ. Jon Anderson blieb jedoch in Kontakt mit Vangelis und beide nahmen später als Jon & Vangelis eine Reihe erfolgreicher Alben auf.
Zusammen mit Moraz spielte Yes das Album Relayer ein, das im November 1974 veröffentlicht wurde. Relayer kehrte zum Format von Close to the Edge zurück: Es bestand aus einer seitenfüllenden Komposition und zwei Liedern à zehn Minuten. Gates of Delirium basierte auf Leo Tolstois Krieg und Frieden und zeigte Yes von der sehr dynamischen Seite, während man in Sound Chaser Ausflüge in den Fusion Jazz unternahm. Auf Anregung Moraz’ verwendete man sogar Elemente der Musique concrète.

E-Piano-Einleitung aus dem Titel Soundchaser

Nach der anschließenden Tour hatte man sich innerhalb der Band darauf geeinigt, eine kleine Auszeit zu nehmen, in der jedes der einzelnen Bandmitglieder ein Soloalbum aufnehmen wollte. Jon Anderson veröffentlichte Olias of Sunhillow, Steve Howe Beginnings, Chris Squire Fish Out of Water, Alan White Ramshackled und Patrick Moraz The Story of I. Bill Bruford nahm 1977 seine erste Solo-LP Feels Good to Me auf.

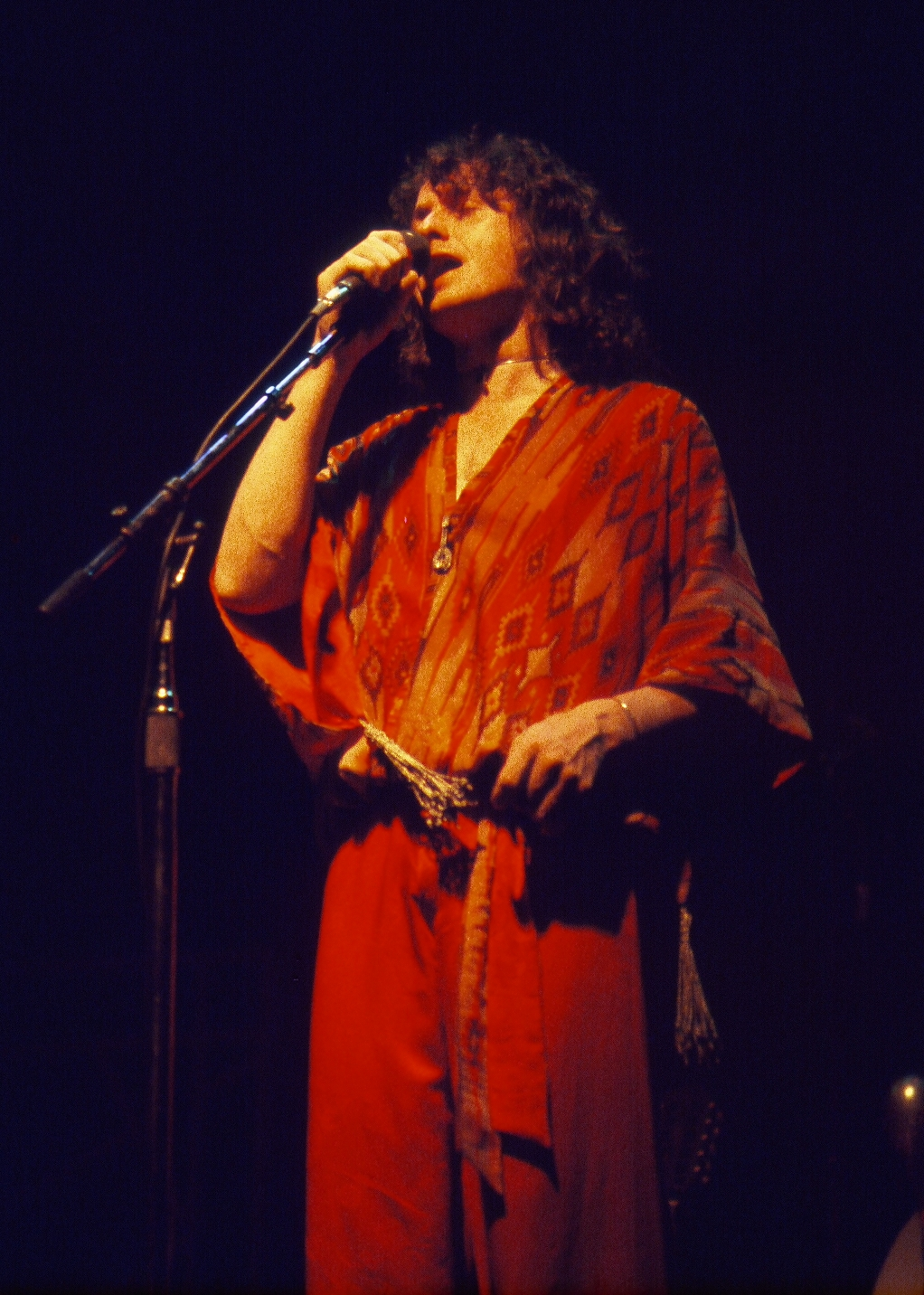
Jon Anderson (1978)

Im September 1976 fanden sich Yes wieder zu den Aufnahmen für ein neues Studioalbum zusammen, aus steuerlichen Gründen in der Schweiz. Patrick Moraz war anfangs noch dabei, ehe er im November 1976 aus nicht ganz geklärten Gründen ausschied. Yes holten Rick Wakeman wieder an Bord, zuerst nur als Sessionmusiker. Bald darauf wurde er wieder reguläres Bandmitglied. Mit Going for the One erfolgte ein erster Schritt hin zu etwas kürzeren Kompositionen, wenn auch hier das 15-minütige Awaken noch deutlich dem Progressive Rock zuzuordnen war.
Zu dieser Zeit zeigten die aufkommende Punkwelle und der sich damit verändernde Musikgeschmack Wirkung: 1978 war der einst kommerziell sehr erfolgreiche Progressive Rock im Niedergang begriffen. Yes versuchten sich dem Zeitgeist anzupassen, indem sie sich auf dem Album Tormato noch stärker als auf dessen Vorgänger auf kürzere und geradlinigere Lieder konzentrierten, was eine endgültige Abkehr war von den überlangen, kunstvollen Stücken der vergangenen Jahre.

Solo des E-Basses aus Does it Really Happen?

Als 1979 aufgrund innerer Spannungen Bemühungen der Band scheiterten, zusammen mit dem Produzenten Roy Thomas Baker in Paris ein neues Album, die Paris Sessions, aufzunehmen, verließen Sänger Jon Anderson und Keyboarder Rick Wakeman die Band. Damit begann eine Phase, in der Yes eher aus einer Reihe von Projekten bestand, was insbesondere die Alben Paris Sessions, Drama, XYZ, 90125, Big Generator und Union betrifft. Trotz des Abgangs von Jon Anderson, der bisher eine der zentralen Figuren bei Yes gewesen war, ließ sich der Rest der Band nicht irritieren. Howe, Squire und White versuchten es erneut, indem man als Ersatz die Mitglieder des Pop-Duos The Buggles, die zuvor mit Video Killed the Radio Star bekannt geworden waren, rekrutierte: Trevor Horn, der sich später als Produzent diverser Popkünstler (unter anderem Frankie Goes to Hollywood, The Art of Noise, Grace Jones, Seal oder später auch t.A.T.u.) einen Namen machte, ersetzte Jon Anderson als Sänger, während Geoff Downes die Keyboards übernahm.
Diese Formation brachte mit Drama (August 1980) lediglich ein Album heraus. Trevor Horn, Alan White und Chris Squire verließen die Band anschließend nacheinander, die verbleibenden Mitglieder Steve Howe und Geoff Downes lösten Yes im Dezember 1980 schließlich offiziell auf.

### 1981–1992
Nach dem Ausstieg aus der Band gründete Jon Anderson mit Vangelis das Projekt Jon & Vangelis, das mit Hits wie I Hear You Now, I’ll Find My Way Home und State of Independence auch Chart-Erfolge feiern konnte. Steve Howe war eine zentrale Figur der sogenannten „Supergruppen“, in denen sich Ende der 1970er Jahre ehemalige Bandmitglieder, vornehmlich aus dem Bereich Progressive Rock, in verschiedenen Kombinationen zusammenfanden, um sich dem Mainstreamrock zu widmen. So gründete Howe zunächst mit John Wetton von King Crimson bzw. Uriah Heep, Geoff Downes von Yes und The Buggles sowie Carl Palmer von Emerson, Lake and Palmer die Band Asia, die Anfang der 1980er-Jahre zu den kommerziell erfolgreichsten Bands zählte. Später, Mitte der Neunziger Jahre, formierte er mit Steve Hackett, dem ehemaligen Gitarristen von Genesis, und anderen die Band GTR.
Chris Squire und Alan White blieben zusammen. Man probte kurzzeitig mit dem ehemaligen Gitarristen von Led Zeppelin, Jimmy Page, unter dem Namen XYZ, was aber zu keinem langzeitigen Engagement geriet, da Robert Plant, der nach einiger Zeit dazustieß, das Material für zu verkopft hielt. Einige der Songideen erschienen später als Bootleg und auf Alben von The Firm und Yes. Unter dem Projektnamen Cinema arbeiteten Squire und White weiter, ehe ihnen der südafrikanische Gitarrist Trevor Rabin, ein ehemaliges Mitglied von Rabbitt, vorgestellt wurde. Als man auch noch den ehemaligen Yes-Keyboarder Tony Kaye dazugewann, nahm das Projekt konkretere Gestalt an. Immer noch unter dem Namen Cinema und unter Nutzung der jüngsten Songideen des jungen Trevor Rabin, die großes kommerzielles Potential hatten, bereitete man ein neues Album vor, ehe Jon Anderson plötzlich wieder dazustieß. Anderson zeigte sich von den neuen Liedern angetan und bot an, für die Band zu singen. In dem Zusammenhang beschlossen die Musiker, den Namen Yes zu reaktivieren, da ein bekannter Name leichter zu bewerben war als eine unbekannte Band namens Cinema.

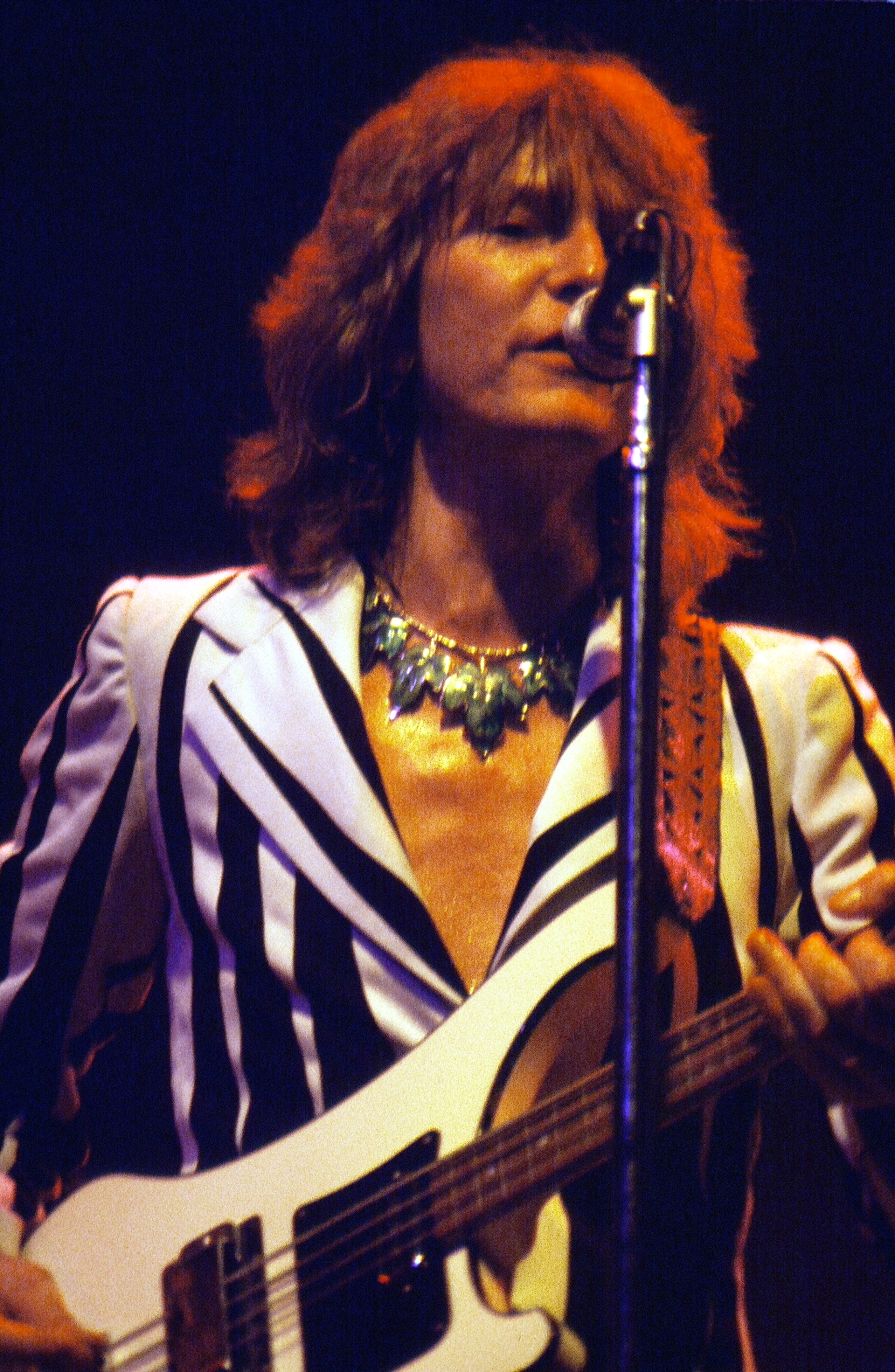
Chris Squire – hielt die Namensrechte an Yes

Das im November 1983 veröffentlichte Album 90125 wurde zum millionenfach verkauften Erfolg für Yes. Die nun relativ gradlinige Rockmusik konnte problemlos im Radio gespielt werden. Die Band hatte sich von der kollektiven Kompositionsmethode abgewandt, die ihren Stil in den 1970er Jahren entscheidend geprägt hatte. Ohnehin war der Progressive Rock zu diesem Zeitpunkt außer Mode. Folgerichtig wurde die Albumauskopplung Owner of a Lonely Heart auch zum größten Singlehit der Band. Das von dem Regisseur Steven Soderbergh gedrehte Livevideo 9012Live: The Solos der folgenden Konzerttournee wurde für einen Grammy nominiert. Verantwortlich für den kommerziellen Erfolg zeichnete vor allem Trevor Rabin, der einen Großteil der Lieder komponiert hatte und nach und nach die musikalische Leitung der Band übernahm. Zuvor hatte Jon Anderson diese Rolle bei Yes gespielt. Als kongenialer Produzent des Albums hatte sich Trevor Horn betätigt.
Nach dem Ende der 90125-Tour legte die Band eine Pause ein, bevor die Arbeit am folgenden Album in Angriff genommen wurde. Waren Yes bereits seit dem Scheitern der Paris Sessions bis zur Stabilisierung der 90125-Besetzung ohnehin eher eine Reihe von (zum Teil gescheiterten) Projekten (Drama, XYZ) gewesen, gab es seit Mitte der 1980er Jahre keine stabile Band mehr. Bis heute finden sich verschiedene Musiker immer wieder zu Aufnahmen und Tourneen unter dem Namen „Yes“ – oder „Anderson, Bruford, Wakeman, Howe“, „Circa:“, daneben gibt es zahlreiche Soloprojekte der Yes-Mitglieder, bei denen z. T. ehemalige Bandkollegen beteiligt sind – in wechselnden Besetzungen zusammen, eine konstante Band gab es jedoch seitdem nicht mehr.
Die 90125-Besetzung nahm in schwierigen und langwierigen Sessions mit Big Generator (September 1987) ein weiteres Rockalbum auf, das den Erfolg von 90125 aber nicht wiederholen konnte. Ein größerer Singlehit blieb ebenfalls aus. Jon Anderson war zunehmend unzufrieden mit seiner Rolle in der Gruppe. Trevor Rabin dominierte Yes und wollte viele Ideen von Anderson nicht zulassen, weshalb dieser Yes 1988 zum zweiten Mal verließ.
Jon Anderson versammelte anschließend die ehemaligen Yes-Mitglieder Steve Howe, Bill Bruford und Rick Wakeman um sich, um ein neues Album aufzunehmen. Gleichzeitig jedoch probten Trevor Rabin, Chris Squire, Tony Kaye und Alan White weiter. Somit existierten zwei Bands, die beide von sich behaupten konnten, Yes zu sein. Es gab einige Auseinandersetzungen vor Gericht hinsichtlich des Bandnamens. Die Namensrechte an Yes lagen allerdings bei Chris Squire, der diese auch nicht hergeben wollte, weshalb das Album der Musiker um Howe im Juni 1989 als Anderson Bruford Wakeman Howe veröffentlicht werden musste. Am Bass wirkte hier Tony Levin mit, der schon mit diversen Musikern des Genres wie Peter Gabriel zusammengearbeitet hatte und damals mit Bruford die Rhythmussektion von King Crimson bildete. Das Album bemühte sich, wieder etwas progressiver zu klingen, was in den Augen der alten Fans auch voll und ganz gelang.
Anfang der 1990er Jahre bereiteten beide Yes-Fraktionen neue Stücke vor. Das zweite Album von Anderson, Bruford, Wakeman, Howe, Dialogue, kam jedoch nie zustande, da es 1991 aufgrund einer Idee Andersons zum Zusammenschluss beider Lager kam. Es war das dritte Mal in der Geschichte von Yes, dass ein Album, das mitten in der Vorbereitung war, nicht fertiggestellt werden konnte. Stattdessen brachte man im April 1991 zu acht das Album Union heraus, auf dem zwar Jon Anderson, Chris Squire, Steve Howe, Rick Wakeman, Bill Bruford, Alan White, Tony Kaye und Trevor Rabin vertreten sind, ohne dabei aber jemals im Studio gemeinsam gespielt zu haben. Tatsächlich wurden die Lieder getrennt produziert und aufgenommen. Die von Wakeman, wahrscheinlich auch viele von Bruford und Howe eingespielten Teile wurden von Session-Musikern ersetzt (darunter Gitarrist Jimmy Haun, der 2006 mit White, Kaye und dem späteren Yes-Mitglied Billy Sherwood die Band Circa: gegründet hat) – was von Anfang an für Spannungen sorgte. Es folgte aber eine Welttournee mit allen acht Mitgliedern.

### 1992 bis heute
Unmittelbar nach der Tournee wurde nicht zuletzt auf Druck der Plattenfirma die Besetzung der Band verändert. Steve Howe und Bill Bruford gingen freiwillig, Rick Wakeman, dessen Verbleib in der Band lange Zeit unklar blieb, musste einige Zeit später gehen. Man versprach sich größeren kommerziellen Erfolg mit Trevor Rabin als Bandleader. Im März 1994 folgte das Album Talk, das allerdings keinen großen Erfolg mehr für sich verbuchen konnte. Mit Talk setzte die Kritik am Schlagzeugspiel Alan Whites wieder ein, die seit seinem Einstand als Ersatz für Bill Bruford 1972 nie ganz verstummt war, sie hat sich seither mit jeder Veröffentlichung verstärkt: Sein Spiel sei allzu schlicht, allzu einfallslos. Zudem trennten sich bald nach der Veröffentlichung die Wege von Trevor Rabin und Yes. Nach einem auf seine Alkoholprobleme zurückzuführenden Herzinfarkt Squires kurz vor der Talk-Tour stand sein Verbleiben in der Band kurzzeitig in Frage, doch er erholte sich, und Yes gingen auf eine Tour, die aufgrund mangelnden Zuschauerinteresses jedoch vorzeitig beendet wurde; in Europa fanden keine Konzerte statt. Danach ging die Band erneut auseinander. Während Rabin sich in der Folge einen Namen als Filmkomponist vor allem für Filme des Produzenten Jerry Bruckheimer machte, bemühten sich die verbliebenen Musiker zum wiederholten Male um einen Neubeginn. Die „klassische“ Besetzung mit Anderson, Squire, Howe, Wakeman und White fand wieder zusammen.

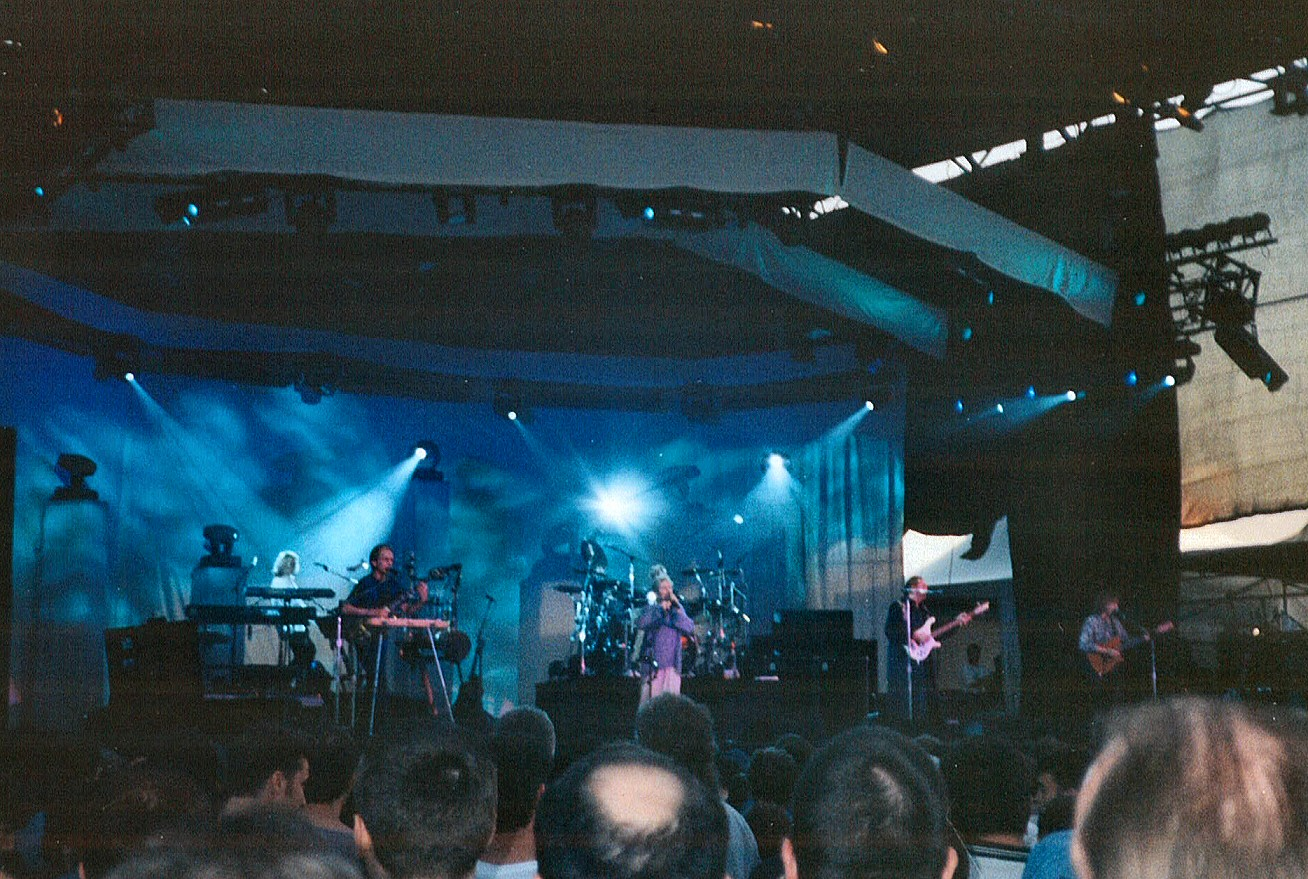
Yes live im Juni 1998

1996 und 1997 wurden zwei Alben mit aktuellen Liveaufnahmen und neuen Studiotracks veröffentlicht, die eine Rückkehr zum Progressive Rock der 1970er Jahre einzuläuten schienen. Rick Wakeman, der ohnehin nur von fern zu den neuen Studiotracks beigetragen und sich an den drei Keys-to-Ascension-Konzerten beteiligt hatte, verließ allerdings nach den beiden Alben Keys to Ascension und Keys to Ascension 2 und einer unter dem Titel Know-Tour angekündigten, dann aber abgesagten Tournee erneut die Band. Es folgte, dafür mit Billy Sherwood (Gitarre) und Igor Khoroshev (Keyboards), das Popalbum Open Your Eyes, eigentlich zur Veröffentlichung unter dem Namen eines Nebenprojekts von Squire und Sherwood, Conspiracy, vorgesehen und im letzten Moment zu einem Yes-Album „umfunktioniert“; die Plattenfirma hatte angesichts einer geplanten Tour, der größten seit 1971, auf einem neuen Album bestanden. Auch das Nachfolge-Album The Ladder versuchte eher, die 1980er-Popfraktion unter den Yes-Fans anzusprechen, auch wenn es als Fusion des 1970er- (Roger-Dean-Cover) und des 1980er-Stils angekündigt und vermarktet wurde. Doch diese beiden Versuche, kommerziell erfolgreich zu sein, scheiterten ebenso wie der bislang letzte: Sowohl Sherwood als auch Khoroshev verließen Yes, ehe die Formation, zum ersten Mal in der Bandgeschichte ohne eigenen Keyboarder, 2001 das Album Magnification herausbrachte. Sie versuchte sich an einer Fusion aus Rockinstrumenten und Symphonieorchester. Die orchestrale Musik von Yes schien prädestiniert für diese Herangehensweise zu sein. Es folgte eine Yessymphonic Tour, in der auch Klassiker der Band mit Orchesterunterstützung präsentiert wurden.
2002 schließlich entschied sich Rick Wakeman dafür, zum fünften Mal Yes beizutreten. Bis 2004 gaben Yes in der „klassischen“ Besetzung Anderson, Howe, Squire, Wakeman und White regelmäßig Konzerte in den USA und Europa, darunter am 14. Juli 2003 beim Montreux Jazz Festival (der Mitschnitt wurde in der Live-at-Montreux-Reihe veröffentlicht). Danach wurde es still um die Band, auch wenn ihre Mitglieder sehr aktiv ihre eigenen Solo- und Nebenprojekte verfolgten:
- Jon Anderson tourte nach Genesung von einigen gesundheitlichen Problemen allein und als Duo mit Rick Wakeman, der ebenfalls seine Solo-Karriere weiterführte, regelmäßige Auftritte abseits von Yes jedoch aus gesundheitlichen Gründen eingestellt hatte.
- Steve Howe ist zu den in Originalbesetzung reformierten Asia zurückgekehrt, die 2006 eine Welttournee antraten und 2008 ein neues Studioalbum veröffentlicht haben.
- Chris Squire hatte im Frühjahr 2004 mit Stephen Nardelli, Martyn Adelman, Gerard Johnson und Peter Banks seine 1960er-Jahre-Band The Syn reformiert, diese aber 2006 wieder verlassen. Auch am Projekt Conspiracy ist er nicht mehr beteiligt. Billy Sherwood führt das Projekt allein weiter, für ein neues Album sind Gastauftritte von Tony Kaye, Peter Banks, Schlagzeuger Jay Schellen (World Trade, ehem. Asia und Hurricane) und Gitarrist Gary Green (ehem. Gentle Giant) angekündigt. Außerdem setzt Sherwood seine Mitarbeit an zahlreichen Tributealben fort. Chris Squire arbeitete seither zusammen mit Gerard Johnson an einem zweiten Solo-Album, während The Syn mit neuer Besetzung weiterarbeiten.
- Alan White rief mit Mitgliedern von MerKaBa sein Bandprojekt White ins Leben.
- Mehrere (ehemalige) Yes-Musiker haben sich unter dem Namen Circa: zu einer neuen Band zusammengefunden: Billy Sherwood (Bass, Gesang), Alan White (Schlagzeug, Gesang), Tony Kaye (Hammond, Keyboards) und Jimmy Haun (Gitarre, Gesang, vorher bereits auf Union und beim Chris Squire Experiment zu hören). Das Debütalbum Circa: 2007 ist im August 2007 erschienen, der Nachfolger Circa: HQ 2009. Die Band plant mehr als nur eine vorübergehende Zusammenarbeit.

Ein neues Yes-Album war immer wieder im Gespräch, ebenso wie ein Filmprojekt mit dem englischen Cover-Künstler Roger Dean oder gar die Auflösung der Band. Im Frühjahr 2007 wurde jedoch bekannt, dass es für 2008 (das 40-jährige Bandjubiläum) Planungen für eine Welttournee gab. Angekündigt wurden Konzerte in Osteuropa (konkret in Prag) und Nordamerika (evtl. einschließlich Mexiko). Zwischendurch schien sich herauszustellen, dass die lange Bühnenabstinenz der Band weniger auf die gesundheitlichen Probleme Andersons (und Wakemans) zurückzuführen ist, sondern ihren Grund darin hat, dass Andersons spirituelle Führerin, die „Divine Mother“ Audrey Kitagawa, die ihm, wie er selbst sagt, dabei hilft, „in die vierte Dimension zu sehen“, dringend davon abgeraten hat, vor 2008 live aufzutreten. Das war jedenfalls von Anderson als Grund für die Absage eines Auftritts an der PG School of Rock Music im Juli 2007 angegeben worden und man hatte schon früher Ähnliches von ihm gehört. Mittlerweile hat das Management aufgrund der Verärgerung vieler Fans (und der anderen Bandmitglieder, vor allem Howe, Squire und White) allerdings von dieser Erklärung Abstand genommen und die gesundheitlichen Gründe wieder ins Spiel gebracht.
Die für den Sommer 2008 geplante Comeback-Tournee wurde am 4. Juni aufgrund gesundheitlicher Probleme Andersons abgesagt. Einige Wochen zuvor war dieser mit einem akuten Asthma-Anfall ins Krankenhaus eingeliefert worden und die Ärzte hatten ihm von einer Konzerttournee abgeraten.
Im September 2008 wurde bekannt, dass Benoît David, der Sänger der kanadischen Yes-Coverband Close to the Edge sowie der Artrockband Mystery, Anderson auf künftigen Tourneen ersetzen wird.

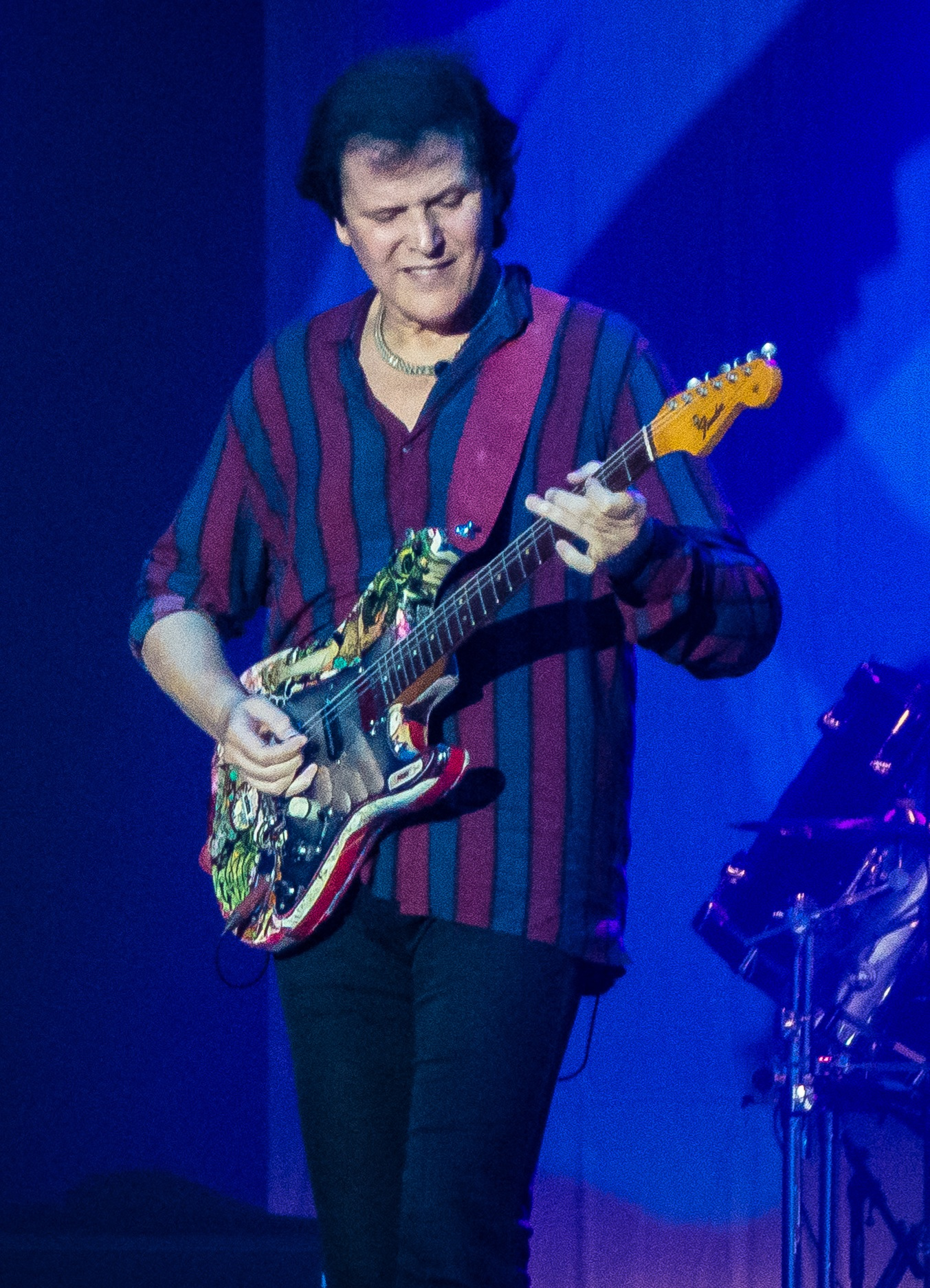
Trevor Rabin im Juli 2017

Im November 2008 begann schließlich die lange geplante Comeback-Tournee. Rick Wakeman, der ebenso wie Anderson aus gesundheitlichen Gründen nicht dabei sein konnte, sollte durch seinen Sohn Adam ersetzt werden, der aber aus zeitlichen Gründen absagen musste. Schließlich nahm Ricks jüngster Sohn Oliver die Stelle seines Vaters ein. Anderson wurde wie angekündigt durch Benoit David ersetzt.
Durch das Fehlen von Anderson hatte die Band erstmals die Möglichkeit, auch Stücke von Alben zu spielen, die im Original nicht von Anderson gesungen wurden.
Für das im Juli 2011 veröffentlichte Album Fly from Here fanden sich Yes wieder in der Besetzung von Drama zusammen: Für Oliver Wakeman kam, zunächst ohne dessen Wissen, erneut Geoff Downes in die Band. Als Produzent wurde Trevor Horn verpflichtet. Das Titelstück des Albums, We Can Fly from Here, stammt noch aus den Aufnahmen zu Drama, wurde aber bislang nicht auf einem Studioalbum veröffentlicht.
Im Februar 2012 gab Chris Squire bekannt, dass Benoît David aus gesundheitlichen Gründen ebenfalls Yes verlassen und Jon Davison (Glass Hammer) seinen Platz eingenommen habe.
Die beiden ehemaligen Mitglieder Rick Wakeman und Jon Anderson arbeiteten währenddessen am gemeinsamen Projekt „ARW“ mit Trevor Rabin, für das bereits erste Aufnahmen abgeschlossen wurden.
Gründungsmitglied Chris Squire starb am 28. Juni 2015 an Leukämie.
Im Dezember 2016 wurde Yes mit der Aufnahme in die Rock and Roll Hall of Fame geehrt. Die offizielle Veranstaltung fand am 7. April 2017 statt.
2017 gründeten die ehemaligen Mitglieder Jon Anderson, Trevor Rabin und Rick Wakeman eine zweite Yes-Formation unter dem Namen ARW und tourten mit Live-Konzerten quer durch das Vereinigte Königreich zum 50. Band-Geburtstag. So traten sie u. a. im O2 Apollo Manchester auf.
Die offizielle Yes-Formation um Steve Howe und Alan White nahm nach Chris Squires Tod den Multiinstrumentalisten Billy Sherwood als Bassist in die Band und tourte weiter mit Geoff Downes und Jon Davison, wobei Jay Schellen häufiger die Schlagzeugparts vom gesundheitlich angeschlagenen Alan White übernahm. 2016 wurden die Alben Fragile und Drama aufgeführt, 2017 Drama und die Hälfte von Tales from Topographic Oceans. Eine für 2020 geplante Tour mit dem Material von Relayer wurde wegen der COVID-19-Pandemie auf das Jahr 2021 bzw. 2022 verschoben. Am 1. Oktober 2021 erschien das neue Album The Quest.
Schlagzeuger Alan White starb nach kurzer Krankheit am 26. Mai 2022.
Das 24. Studioalbum Mirror to the Sky erschien am 19. Mai 2023.

## Diskografie
Studioalben

| Jahr | Titel                         | Höchstplatzierung, Gesamtwochen, AuszeichnungChartplatzierungen (Jahr, Titel, Platzierungen, Wochen, Auszeichnungen, Anmerkungen) | Höchstplatzierung, Gesamtwochen, AuszeichnungChartplatzierungen (Jahr, Titel, Platzierungen, Wochen, Auszeichnungen, Anmerkungen) | Höchstplatzierung, Gesamtwochen, AuszeichnungChartplatzierungen (Jahr, Titel, Platzierungen, Wochen, Auszeichnungen, Anmerkungen) | Höchstplatzierung, Gesamtwochen, AuszeichnungChartplatzierungen (Jahr, Titel, Platzierungen, Wochen, Auszeichnungen, Anmerkungen) | Höchstplatzierung, Gesamtwochen, AuszeichnungChartplatzierungen (Jahr, Titel, Platzierungen, Wochen, Auszeichnungen, Anmerkungen) | Anmerkungen                                                                                             |
| Jahr | Titel                         | DE | AT | CH | UK | US | Anmerkungen                                                                                             |
| ---- | ----------------------------- | --- | --- | --- | --- | --- | --- |
| 1969 | Yes                           | — | — | — | — | — | Erstveröffentlichung: 25. Juli 1969                                                                     |
| 1970 | Time and a Word               | — | — | — | UK45 (3 Wo.)UK | — | Erstveröffentlichung: 24. Juli 1970                                                                     |
| 1971 | The Yes Album                 | — | — | — | UK4 Silber · (34 Wo.)UK | US40 Platin · (50 Wo.)US | Erstveröffentlichung: 19. Februar 1971 Charteintritt in den USA erst 1972                               |
| 1971 | Fragile                       | — | — | — | UK7 Platin · (16 Wo.)UK | US4 ×2Doppelplatin · (46 Wo.)US                                                                                                   | Erstveröffentlichung: 12. November 1971                                                                 |
| 1972 | Close to the Edge             | DE36 (12 Wo.)DE | — | — | UK4 Platin · (13 Wo.)UK | US3 Platin · (32 Wo.)US | Erstveröffentlichung: 8. September 1972                                                                 |
| 1973 | Tales from Topographic Oceans | DE26 (12 Wo.)DE | — | — | UK1 Gold · (17 Wo.)UK | US6 Gold · (27 Wo.)US | Erstveröffentlichung: 7. Dezember 1973                                                                  |
| 1974 | Relayer                       | DE27 (28 Wo.)DE | — | — | UK4 (11 Wo.)UK | US5 Gold · (16 Wo.)US | Erstveröffentlichung: 29. November 1974                                                                 |
| 1977 | Going for the One             | DE6 (20 Wo.)DE | — | — | UK1 Gold · (28 Wo.)UK | US8 Gold · (21 Wo.)US | Erstveröffentlichung: 15. Juli 1977                                                                     |
| 1978 | Tormato                       | DE36 (4 Wo.)DE | — | — | UK8 Gold · (11 Wo.)UK | US10 Platin · (14 Wo.)US | Erstveröffentlichung: 22. September 1978                                                                |
| 1980 | Drama                         | DE50 (6 Wo.)DE | — | — | UK2 Silber · (8 Wo.)UK | US18 (19 Wo.)US | Erstveröffentlichung: 22. August 1980                                                                   |
| 1983 | 90125                         | DE2 Platin · (25 Wo.)DE | AT9 Gold · (12 Wo.)AT | CH3 (22 Wo.)CH | UK16 Gold · (28 Wo.)UK | US5 ×3Dreifachplatin · (53 Wo.)US                                                                                                 | Erstveröffentlichung: 7. November 1983 Grammy für den Track Cinema (Best Rock Instrumental Performance) |
| 1987 | Big Generator                 | DE25 (9 Wo.)DE | — | CH22 (3 Wo.)CH | UK17 (5 Wo.)UK | US15 Platin · (30 Wo.)US | Erstveröffentlichung: 21. September 1987                                                                |
| 1991 | Union                         | DE15 (15 Wo.)DE | — | CH16 (7 Wo.)CH | UK7 (6 Wo.)UK | US15 Gold · (19 Wo.)US | Erstveröffentlichung: 30. April 1991                                                                    |
| 1994 | Talk                          | DE45 (10 Wo.)DE | — | CH29 (7 Wo.)CH | UK20 (4 Wo.)UK | US33 (8 Wo.)US | Erstveröffentlichung: 21. März 1994                                                                     |
| 1997 | Open Your Eyes                | — | — | — | — | US151 (1 Wo.)US | Erstveröffentlichung: 25. November 1997                                                                 |
| 1999 | The Ladder                    | DE38 (2 Wo.)DE | — | — | UK36 (1 Wo.)UK | US99 (2 Wo.)US | Erstveröffentlichung: 20. September 1999                                                                |
| 2001 | Magnification                 | DE64 (1 Wo.)DE | — | — | UK71 (1 Wo.)UK | US186 (1 Wo.)US | Erstveröffentlichung: 10. September 2001                                                                |
| 2011 | Fly from Here                 | DE16 (4 Wo.)DE | — | CH39 (3 Wo.)CH | UK30 (2 Wo.)UK | US36 (3 Wo.)US | Erstveröffentlichung: 22. Juni 2011                                                                     |
| 2014 | Heaven & Earth                | DE23 (2 Wo.)DE | AT56 (1 Wo.)AT | CH29 (1 Wo.)CH | UK20 (1 Wo.)UK | US26 (2 Wo.)US | Erstveröffentlichung: 16. Juli 2014                                                                     |
| 2021 | The Quest                     | DE7 (3 Wo.)DE | AT14 (2 Wo.)AT | CH5 (4 Wo.)CH | UK20 (1 Wo.)UK | — | Erstveröffentlichung: 1. Oktober 2021                                                                   |
| 2023 | Mirror to the Sky             | DE12 (2 Wo.)DE | AT53 (1 Wo.)AT | CH9 (1 Wo.)CH | UK30 (1 Wo.)UK | — | Erstveröffentlichung: 19. Mai 2023                                                                      |

grau schraffiert: keine Chartdaten aus diesem Jahr verfügbar

## Konzerttourneen
- Frühe Shows
3. August 1968 bis 18. April 1970 (295 Shows)
(Mitschnitte auf The Word Is Live)
- The Yes Album Tour
17. Juli 1970 bis 31. Juli 1971 (164 Shows)
(Mitschnitte auf The Word Is Live)
- Fragile Tour
24. September 1971 bis 27. März 1972 (111 Shows)
(Mitschnitte auf Yessongs)
- Close to the Edge Tour
30. Juli 1972 bis 22. April 1973 (98 Shows)
(Mitschnitte auf Yessongs)
- Tales from Topographic Oceans Tour
16. November 1973 bis 23. April 1974 (77 Shows)
- Relayer Tour
13. November 1974 bis 23. August 1975 (87 Shows)
(Mitschnitte auf The Word Is Live und Live at the QPR)
- Solo Albums Tour
28. Mai 1976 bis 22. August 1976 (53 Shows)
(Mitschnitte auf Yesshows, Yesyears und The Word is Live)
- Going for the One Tour
30. Juli 1977 bis 6. Dezember 1977 (87 Shows)
(Mitschnitte auf Yesshows)
- Tormato Tour
28. August 1978 bis 30. Juni 1979 (100 Shows)
(Mitschnitte auf Yesshows, The Word is Live und der DVD Live in Philadelphia)
- Drama Tour
29. August 1980 bis 18. Dezember 1980 (66 Shows)
(Mitschnitte auf The Word is Live)
- 90125 Tour
1. März 1984 bis 9. Februar 1985 (139 Shows)
(Mitschnitte auf 9012Live: The Solos und der 9012Live-DVD)
- Big Generator Tour
14. November 1987 bis 13. April 1988 (67 Shows)
(Mitschnitte auf Yesyears und The Word is Live)
- Anderson Bruford Wakeman Howe Tour (An Evening of Yes Music Plus …)
29. Juli 1989 bis 23. März 1990 (74 Shows)
(Mitschnitte auf An Evening of Yes Music Plus …)
- Union Tour (Round the World in Eighty Dates)
9. April 1991 bis 5. März 1992 (83 Shows)
(Mitschnitte auf der DVD Union Tour Live)
- Talk Tour
18. Juni 1994 bis 11. Oktober 1994 (76 Shows)
- San Luis Obispo Shows
4. bis 6. März 1996 (3 Shows)
(Mitschnitte auf Keys to Ascension und Keys to Ascension 2)
- (Know Tour)
ausgefallen
- Open Your Eyes Tour
17. Oktober 1997 bis 14. Oktober 1998 (147 Shows)
- The Ladder Tour
6. September 1999 bis 25. März 2000 (83 Shows)
(Mitschnitte auf House of Yes – Live from House of Blues)
- Masterworks Tour
20. Juni 2000 bis 4. August 2000 (30 Shows)
(Mitschnitte auf der Extended Version von Magnification)
- Magnification Tour
22. Juli 2001 bis 13. Dezember 2001 (69 Shows)
(Mitschnitte auf der Symphonic Live-DVD)
- Full Circle Tour
17. Juli 2002 bis 4. Oktober 2003 (97 Shows)
(Mitschnitte auf den DVDs Live at Montreux 2003 und Yesspeak Live: The Director's Cut)
- 35th Anniversary Tour
15. April 2004 bis 22. September 2004 (64 Shows)
(Mitschnitte auf der Songs from Tsongas-DVD)
- Close to the Edge and Back (40th Anniversary) Tour
Ausgefallen[17]
- In the Present Tour
4. November 2008 bis 4. Dezember 2010 (145 Shows)
(Mitschnitte auf In the Present – Live from Lyon)
- Rite of Spring Tour
6. März 2011 bis 31. Mai 2011 (21 Shows)
- Fly from Here Tour
4. Juli 2011 bis 21. August 2012 (90 Shows)
- Three Albums Tour
1. März 2013 bis 5. Juni 2014 (103 Shows)
(Mitschnitte auf Like It Is: Yes at the Bristol Hippodrome)
- Heaven & Earth Tour
5. Juli 2014 bis 29. November 2014 (103 Shows)
(Mitschnitte auf Like It Is: Yes at the Mesa Arts Center)
- North American Tour 2015
7. August 2015 bis 16. November 2015 (33 Shows)
- Album Series Tour
27. April 2016 bis 20. Februar 2017 (70 Shows)
(Mitschnitte auf Topographic Drama – Live Across America)

## Trivia
Der Asteroid (7707) Yes wurde am 18. März 2003 nach der Band benannt.